# Kongenitale Muskeldystrophie
Bei den kongenitalen Muskeldystrophien (engl. congenital muscular dystrophies, kurz CMD oder MDC) handelt es sich um eine Gruppe von Muskelerkrankungen, die zu den Muskeldystrophien gehören. Es handelt sich um Erbkrankheiten, die überwiegend autosomal-rezessiv vererbt werden. Die klinischen Erscheinungen sind sehr variabel (heterogen). Die gemeinsamen klinischen Merkmale der kongenitalen Muskeldystrophien sind eine von Geburt an (kongenital) bestehende Muskelschwäche mit Muskelhypotonie und verzögerter motorischer Entwicklung. Histologisch sind Charakteristika einer Muskeldystrophie nachweisbar. Neben der Muskulatur können vor allem Gehirn und Auge beteiligt sein.
Die kongenitalen Muskeldystrophien unterscheiden sich von den kongenitalen Myopathien mit Strukturanomalien durch fehlende ultrastrukturelle Veränderungen der Muskelfasern.

## Klassifikation
Es gibt mehrere Möglichkeiten der Klassifikation der kongenitalen Muskeldystrophien. Bei den meisten Erkrankungen dieser Gruppe sind die involvierten Gene und Genprodukte identifiziert, so dass eine genetische Klassifikation der kongenitalen Muskeldystrophien möglich ist. Ein Gen-Tabelle der zugehörigen Erkrankungen wird regelmäßig in der Fachzeitschrift Neuromuscular Disorders veröffentlicht. Aktuell ist die Veröffentlichung von 2009, die als HTML-Version ergänzt um Links auch frei abrufbar ist.
| Erbkrankheit                                                                                                 | Synonyme / Phänotypen | Vererbung                                 | OMIM           | Gen               | Genort         | Genprodukt                                                                    |
| --- | --- | ----------------------------------------- | -------------- | ----------------- | -------------- | ----------------------------------------------------------------------------- |
| Kongenitale Muskeldystrophie 1A (MDC1A)                                                                      | +Kongenitaler Merosinmangel *Merosinopathie *klassische kongenitale Muskeldystrophie mit Merosinmangel                                                  | autosomal-rezessiv                        | 607855         | LAMA2             | 6q22-23        | Laminin-α2 (Merosin)                                                          |
| Kongenitale Muskeldystrophie 1B (MDC1B)                                                                      | Kongenitale Muskeldystrophie mit sekundärem Merosin-Mangel Typ 1                                                                                        | autosomal-rezessiv                        | 604801         | nicht bekannt     | 1q42           | nicht bekannt                                                                 |
| Kongenitale Muskeldystrophie-Dystroglykanopathie mit Fehlbildungen des Gehirns und der Augen Typ A1 (MDDGA1) | Walker-Warburg-Syndrom oder Muskel-Auge-Gehirn-Krankheit, POMT1-assoziiert                                                                              | autosomal-rezessiv                        | 236670         | POMT1             | 9q34.1         | Protein-O-Mannosyltransferase 1 (POMT1)                                       |
| Kongenitale Muskeldystrophie-Dystroglykanopathie mit Fehlbildungen des Gehirns und der Augen Typ A2 (MDDGA2) | Walker-Warburg-Syndrom oder Muskel-Auge-Gehirn-Krankheit, POMT2-assoziiert                                                                              | autosomal-rezessiv                        | 613150         | POMT2             | 14q24.3        | Protein-O-Mannosyltransferase 2 (POMT2)                                       |
| Kongenitale Muskeldystrophie-Dystroglykanopathie mit Fehlbildungen des Gehirns und der Augen Typ A3 (MDDGA3) | *Kongenitale Muskeldystrophie Typ Santavuori *Walker-Warburg-Syndrom oder Muskel-Auge-Gehirn-Krankheit, POMGNT1-assoziiert                              | autosomal-rezessiv                        | 253280         | POMGNT1           | 1p34.1         | Protein O-linked-mannose beta-1,2-N-acetylglucosaminyltransferase 1 (POMGNT1) |
| Kongenitale Muskeldystrophie-Dystroglykanopathie mit Fehlbildungen des Gehirns und der Augen Typ A4 (MDDGA4) | *Kongenitale Muskeldystrophie Typ Fukuyama (FCMD) *Walker-Warburg-Syndrom oder Muskel-Auge-Gehirn-Krankheit, FKTN-assoziiert                            | autosomal-rezessiv                        | 253800         | FKTN              | 9q31.2         | Fukutin                                                                       |
| Kongenitale Muskeldystrophie-Dystroglykanopathie mit Fehlbildungen des Gehirns und der Augen Typ A5 (MDDGA5) | Walker-Warburg-Syndrom oder Muskel-Auge-Gehirn-Krankheit, FKRP-assoziiert                                                                               | autosomal-rezessiv                        | 613153         | FKRP              | 19q13.32       | Fukutin-related protein (FKRP)                                                |
| Kongenitale Muskeldystrophie-Dystroglykanopathie mit Fehlbildungen des Gehirns und der Augen Typ A6 (MDDGA6) | Walker-Warburg-Syndrom oder Muskel-Auge-Gehirn-Krankheit, LARGE-assoziiert                                                                              | autosomal-rezessiv                        | 613154         | LARGE             | 22q12.3        | Glycosyltransferase-Like Protein LARGE1 (LARGE1)                              |
| Kongenitale Muskeldystrophie-Dystroglykanopathie mit mentaler Retardierung Typ B1 (MDDGB1)                   | Kongenitale Muskeldystrophie, POMT1-assoziiert | autosomal-rezessiv                        | 613155         | POMT1             | 9q34.13        | Protein O-mannosyl-transferase 1 (POMT1)                                      |
| Kongenitale Muskeldystrophie-Dystroglykanopathie mit mentaler Retardierung Typ B2 (MDDGB2)                   | Kongenitale Muskeldystrophie, POMT2-assoziiert | autosomal-rezessiv                        | 613156         | POMT2             | 14q24.3        | Protein O-mannosyl-transferase 2 (POMT2)                                      |
| Kongenitale Muskeldystrophie-Dystroglykanopathie mit mentaler Retardierung Typ B3 (MDDGB3)                   | Kongenitale Muskeldystrophie, POMGNT1-assoziiert | autosomal-rezessiv                        | 613151         | POMGNT1           | 1p34.1         | Protein O-linked-mannose beta-1,2-N-acetylglucosaminyltransferase 1 (POMGNT1) |
| Kongenitale Muskeldystrophie-Dystroglykanopathie ohne mentale Retardierung Typ B4 (MDDGB4)                   | Kongenitale Muskeldystrophie, FKTN-assoziiert | autosomal-rezessiv                        | 613152         | FKTN              | 9q31.2         | Fukutin                                                                       |
| Kongenitale Muskeldystrophie-Dystroglykanopathie Typ B5 (MDDGB5)                                             | Kongenitale Muskeldystrophie 1C (MDC1C) *Kongenitale Muskeldystrophie mit sekundärem Merosin-Mangel Typ 2 Kongenitale Muskeldystrophie, FKRP-assoziiert | autosomal-rezessiv                        | 606612         | FKRP              | 19q13.32       | Fukutin-related protein (FKRP)                                                |
| Kongenitale Muskeldystrophie-Dystroglykanopathie mit mentaler Retardierung Typ B6 (MDDGB6)                   | Kongenitale Muskeldystrophie Typ 1D (MDC1D) Kongenitale Muskeldystrophie, LARGE-assoziiert                                                              | autosomal-rezessiv                        | 608840         | LARGE             | 19q13.32       | Glycosyltransferase-Like Protein LARGE1                                       |
| Kongenitale Muskeldystrophie mit rigid spine                                                                 | Rigid Spine-Muskeldystrophie Rigid Spine-Syndrom | autosomal-rezessiv                        | 602771         | SEPN1             | 1p36.11        | Selenoprotein N1                                                              |
| Kongenitale Muskeldystrophie mit LMNA-Mutation                                                               | | autosomal-rezessiv                        | 613205         | LMNA              | 1q22           | Lamin A/C                                                                     |
| Kongenitale Muskeldystrophie Typ Ullrich (UCMD)                                                              | | autosomal-rezessiv und autosomal-dominant | 254090         | COLA1 COLA2 COLA3 | 21q22.3 2q37.3 | Kollagen alpha-1 Kollagen alpha-2 Kollagen alpha-3                            |
| Kongenitale Muskeldystrophie mit Integrin-alpha-7-Mangel                                                     | | autosomal-rezessiv                        | 613204         | ITGA7             | 12q13          | Integrin alpha-7                                                              |
| Kongenitale Muskeldystrophie mit familiärer Epidermolysis bullosa simplex                                    | | autosomal-rezessiv                        | 226670         | PLEC1             | 8q24.3         | Plectin                                                                       |
| Congenital muscular dystrophy with joint hyperlaxity                                                         | | autosomal-rezessiv                        | nicht gelistet | nicht bekannt     | 3p23-21        | nicht bekannt                                                                 |

## Häufigkeit
Es gibt nur wenig Daten über die Häufigkeit kongenitaler Muskeldystrophien. Die Anzahl der Neuerkrankungen pro Jahr (Inzidenz) wurde in Nordostitalien auf 1:21500 und in Westschweden auf 1:16000 geschätzt.

## Klinische Erscheinungen
Neben Muskelschwäche ist eine ebenfalls von Geburt an bestehende Muskelhypotonie typisch, was auch als floppy infant bezeichnet wird. Darüber hinaus können, ebenfalls von Geburt an, bereits Kontrakturen und Gelenkdeformitäten bestehen.